# Исак Вестергрен
Јохан Исак Вестергрен (швед. Johan Isaac Westergren; Јевле, 12. јул 1875 — Лександ, 16. октобар 1950) био је шведски атлетичар који је у учествовао на Летњим олимпијским играма 1900. одржаним у Паризу. Такмичио се у спринтерским дисциплинама на 60 м и 100 м.
У трци на 100 метара одржаној 14. јула 1900. трчао је у петој групи, делио је треће место, и није прошао у полуфинале. Сутрадан у трци на 60 метара, трчао је у првој групи. Делио је четврто место са непознатим резултатом и није се пласирао у финале.
Поред спринта такмичио се и у скоку удаљ, трчању преко препона, био је тенисер, клизач а бавио се и другим спортовима. Био је први председник Шведског хокејашког савеза од његовог оснивања 1922. до 1924. Оснивач је Шведске сопртске конфедерације, а био је и члан Шведског олимпијског комитета.
Остао је упамћен и по томе што је својим донацијом од 100.000 шведских круна омогућио Шведском олимпијском тиму да у најјачем сатаву оде на Летње олимпијске игре 1920. у Антверпену.

## Rеференце
1. ↑  Резултати квалификационих група на sports-reference.com Архивирано на веб-сајту  (24. децембар 2016)Прибављено 16.10.2014.
2. ↑  Резултати полуфиналних група на sports-reference.com Архивирано на веб-сајту  (18. јун 2012)Прибављено 16.10.2014.